# Préfecture du prétoire d'Illyricum

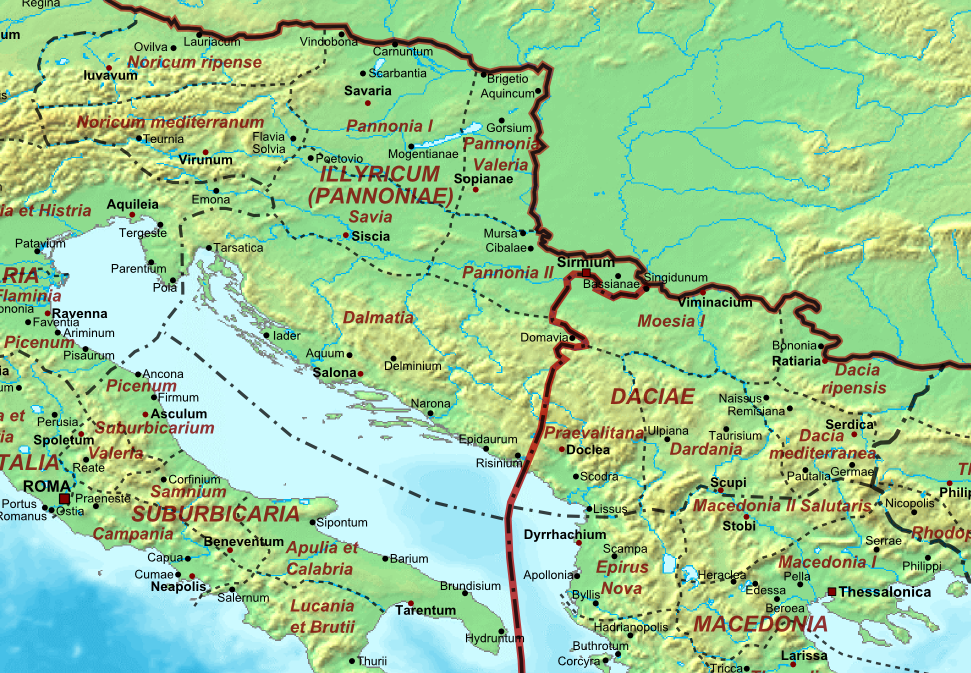
Illyricum & Dacia vers 400

La préfecture du prétoire d’Illyricum (en latin : praefectura praetorio per Illyricum; en grec : ἐπαρχότης/ὑπαρχία [τῶν πραιτωρίων] τοῦ Ἰλλυρικοῦ) était l’une des grandes divisions administratives de l’Empire romain tardif. Elle comprenait les deux diocèses de Dacie et de Macédoine. Au moment de sa plus grande extension, elle s’étendait sur la Pannonie, le Norique, la Crète et la presque totalité de la péninsule des Balkans moins la Thrace. Sa capitale administrative fut d’abord Sirmium (aujourd’hui  Sremska Mitrovica en Serbie), puis Thessalonique. Elle fut souvent morcelée et eut une histoire mouvementée, due à sa situation géographique à la frontière entre l’Orient et l’Occident.

## Contexte historique
Les provinces romaines font leur apparition au lendemain de la première guerre punique, alors que la République romaine s'étend hors de la péninsule italienne. La Sicile (à l’exception de Syracuse) devint ainsi la première province en 241 av. J.-C. et fut bientôt suivie après la guerre des Mercenaires par la Corse-Sardaigne en 227 av. J.-C.,. Après les conquêtes d’Auguste et de ses successeurs, leur  nombre ne cessa d'augmenter : d’une dizaine à la mort d’Auguste, elles furent quarante-sept sous Dioclétien (r. 284-305). Ce dernier empereur en doubla le nombre, scindant les provinces existantes en unités plus petites  (elles passèrent de 47 à 85),, pour les regrouper vers 297 en douze diocèses  gérés par des « vicaires ». Les diocèses où l’on parlait habituellement latin (Gaules et Italie) furent confiés à son coempereur, Maximien (r. 286 – 305), assisté d’un césar, Constance Chlore, jusque-là son préfet du prétoire. Les diocèses où l’on parlait grec formèrent la préfecture du prétoire d’Orient.

Empire romain sous la première tétrarchie (293)
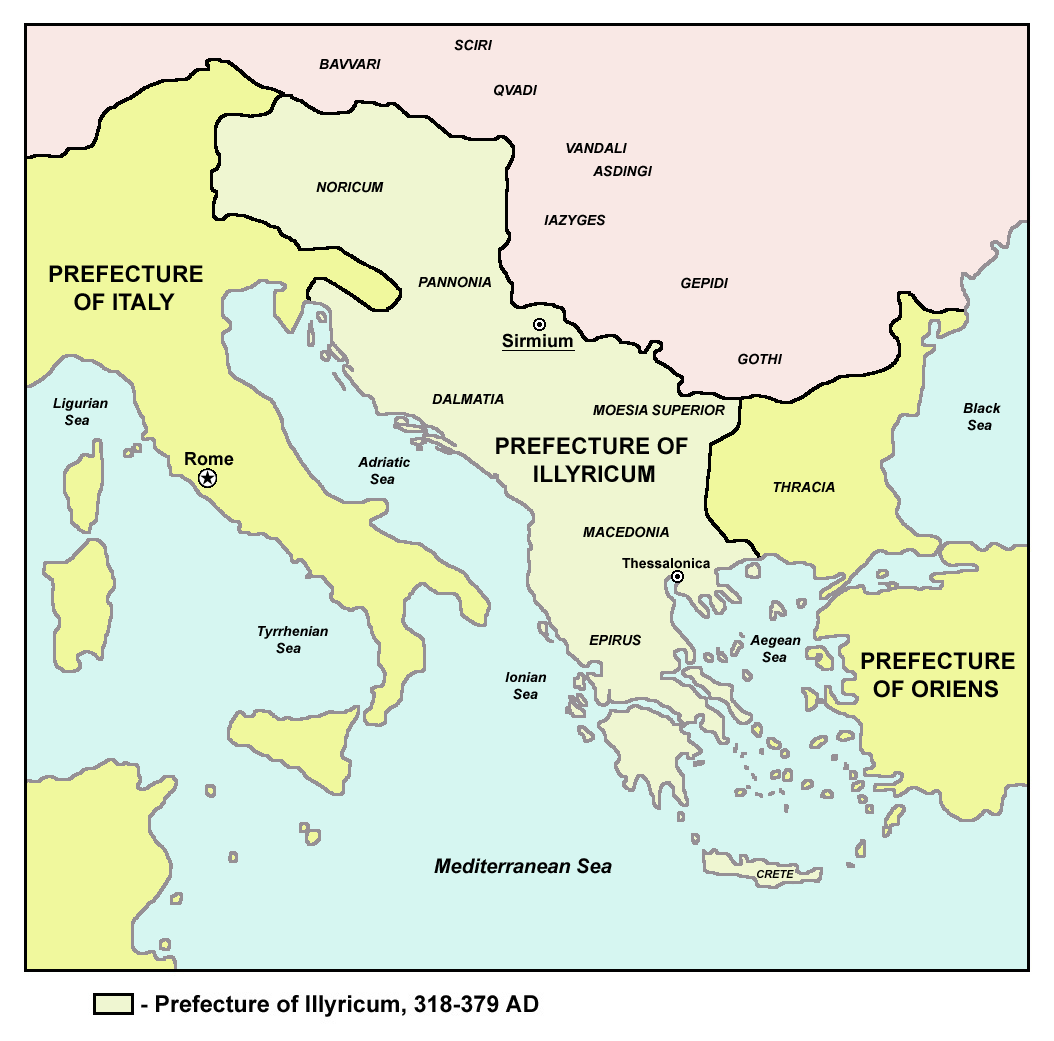
Préfecture du prétoire d’Illyricum (318-379)
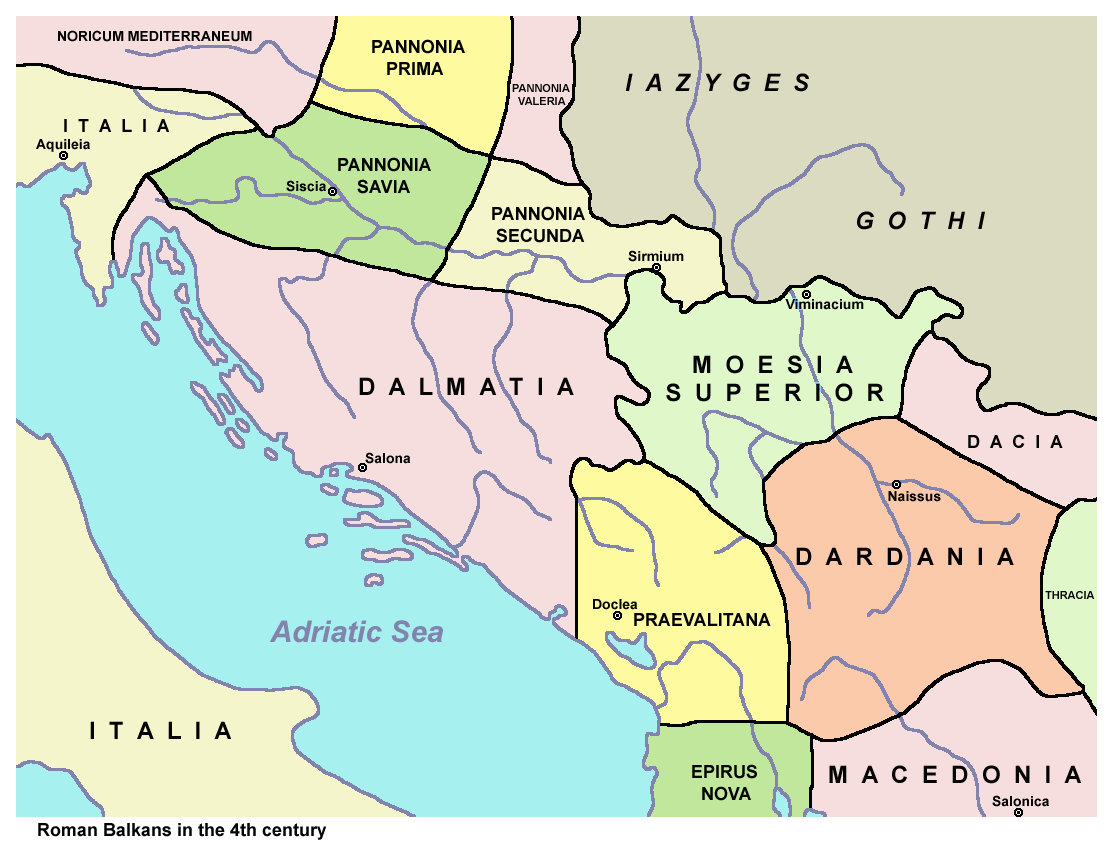
Provinces romaines au 4ème siècle
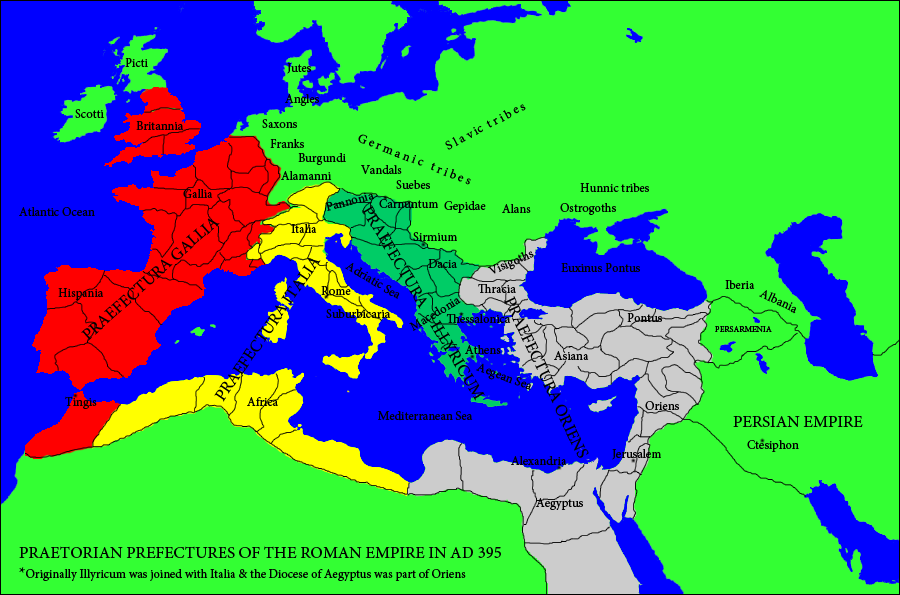
Préfectures du prétoire en 395 : préfecture d’Illyricum en vert foncé
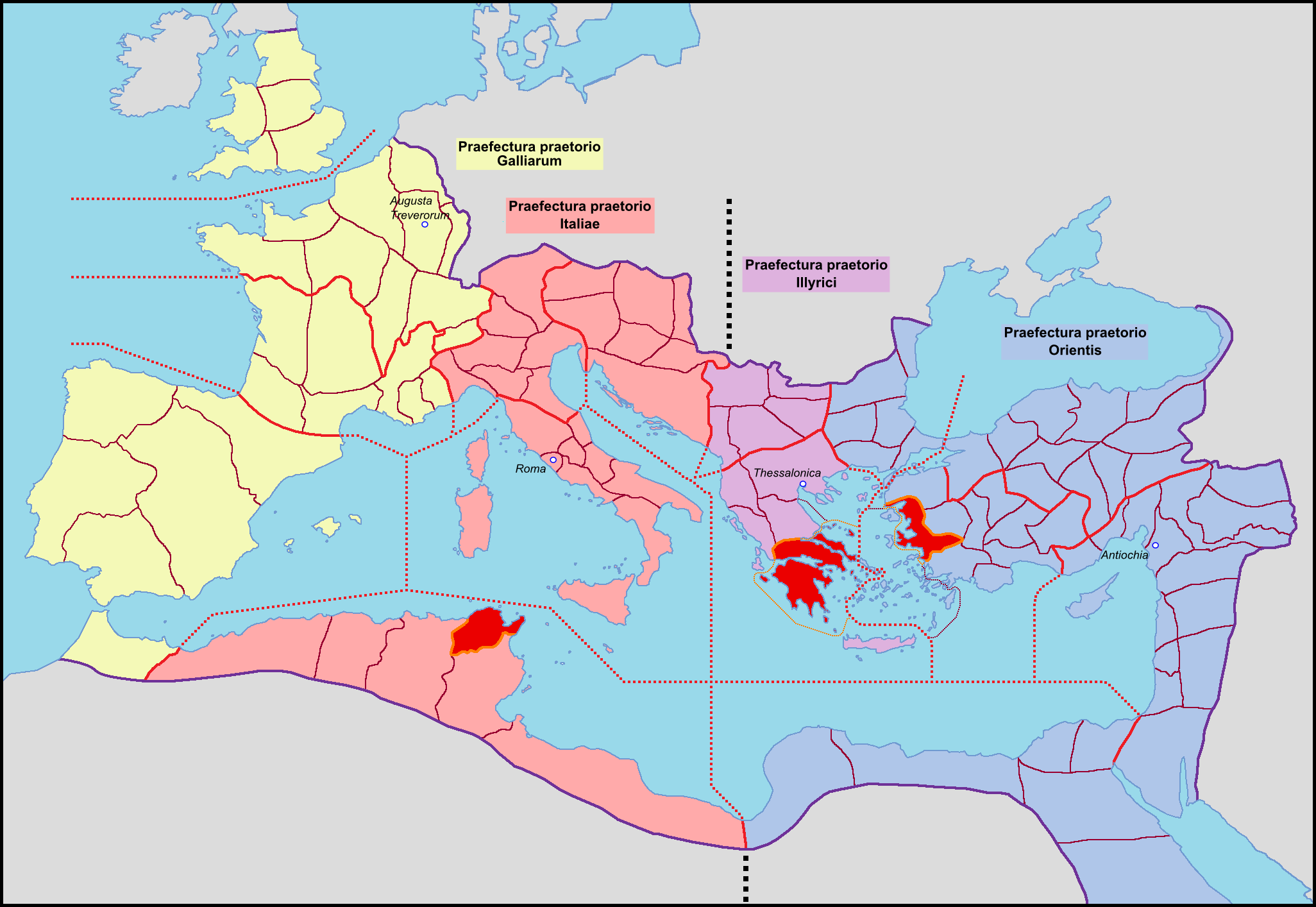
Empire romain, préfectures du prétoire, vers 400

## Histoire

### Sous le règne de Constantin
Achevant les réformes administratives de Dioclétien, Constantin poursuivit la séparation des carrières militaire et civile. Le préfet du prétoire perdit le commandement des armées au profit d’un dux, choisi parmi les officiers militaires, et devint essentiellement un administrateur civil. Il est difficile d’établir précisément à quel moment se fit la transformation de ce qui était jusque-là une fonction militaire (préfet du prétoire) en une juridiction territoriale (préfecture du prétoire). 
Selon l’historien Zosime, les préfectures auraient été créées par Constantin en 218 ou 224. Mais pour l’historienne et byzantiniste Cécile Morrisson, il s’agit là d’un anachronisme : en effet, à la mort de Constantin, lorsque ses trois fils survivants se partagèrent l’empire, chacun continua à avoir son propre préfet du prétoire qui lui servait de chef d’État-major. Ce n’est que vers le milieu du IVe siècle que les préfectures se seraient transformées en juridictions administratives. Ainsi naquirent les préfectures des Gaules à l’Ouest, d’Italie au centre et d’Orient à l’Est. L’Illyricum pour sa part serait ballotée entre Orient et Occident.
Contrairement aux autres préfectures, celle d’Illyricum eut une existence agitée, marquée par sa création, son abolition, son rétablissement et la modification à maintes reprises de ses frontières. Sous la Tétrarchie, les Balkans étaient considérés comme un pont jeté entre l’Orient et l’Occident. Le diocèse de Thrace, qui contrôlait l’accès aux détroits et à la mer Noire, fut bientôt rattaché à la préfecture d’Orient, le reste du territoire étant gouverné depuis l’Italie.

### Sous les fils de Constantin:ConstanceII,ConstantIeretConstantinII
Selon la division de l’empire envisagée par Constantin Ier, il semble que les trois diocèses de Macédoine, de Dacie et de Pannonie aient dû revenir à Flavius Dalmatius, petit-fils de Constance Chlore, élevé en 335 au rang de césar. Mais celui-ci fut assassiné, ainsi que d’autres membres de la famille de Constantin après la mort de celui-ci. 
Les trois frères survivants, Constantin II, Constant Ier et Constance II, se rencontrèrent le 9 septembre 337 pour diviser l’empire entre eux. Constantin II, qui en tant que fils ainé revendiquait une certaine prééminence, obtint les Gaules et la partie ouest de l’empire, Constant Ier l’Italie et l’Afrique sous l’autorité de son frère ainé, alors que Constance II obtenait l’Orient. 
Mécontent de ce premier partage, Constant exigea une nouvelle division du territoire, lors d’une seconde rencontre qui eut lieu l’année suivante à Viminacium (aujourd’hui en Serbie). Il obtint alors les diocèses de Dacie et de Macédoine, qui firent ainsi partie de la préfecture du prétoire d’Italie, d’Illyricum et d’Afrique. Très vite cependant, la dispute reprit entre les deux frères au sujet des territoires d’Afrique. En 340, Constantin II envahit l’Italie, mais il fut encerclé à Aquilée où il perdit la vie, laissant Constant maitre de ses territoires,.
Il semble que les trois diocèses de Macédoine, de Dacie et de Pannonie aient été regroupés en une préfecture prétorienne autonome en 347, ou même un peu plus tôt, en 343, lorsque Constant nomma un préfet distinct pour l’Italie.

### Sous le règne de Julien
Émule de Marc Aurèle, l’empereur Julien (r. 361-363) s’emploiera à démembrer les institutions mises en place par son oncle Constantin Ier. Il s’attaqua en particulier à la lourde bureaucratie de l’empire pour redonner plus d’autonomie aux cités. Dès son arrivée au pouvoir, il réunit une commission de fonctionnaires et de militaires chargés de punir les crimes commis sous Constance. 
Parmi les accusés se trouvait l’ancien préfet d’Illyricum, Florentius, nommé par Constance à la mort de Vindonius Anatolius. Ce dernier fut condamné à mort in abstencia. La préfecture disparut en même temps que le préfet, pour réapparaitre en 364 lorsque Sextus Claudius Petronius Probus, auparavant préfet de Rome puis proconsul en Afrique (358), fut nommé à ce poste.

### Sous les règne deValentinienIer, Gratien,ValentinienIIetThéodoseIer
En 364, Valentinien Ier (r. 364-375) partagea l’empire avec son frère Valens (r. 364-378). Il garda pour lui les deux préfectures occidentales (Gaules et Italie-Illyricum-Afrique) et laissa l’Orient à son frère. Retenu alors par la lutte contre les barbares sur le Rhin, il dirigea les préfectures occidentales à partir de Trèves. Jusqu’en 375, l’Illyricum demeurera sous l’administration du préfet d’Italie Probus (en charge 367-375).
Il est possible qu’en 376 l’Illyricum ait été séparée de l’Italie, comme le laissent supposer deux lois datées de 376 et de 378 (?). Probus semble alors avoir conservé son poste et fut suivi par Olybrius et Ausone l’Ancien. 
Toutefois les invasions des Goths et le désastre d’Andrinople devaient amener un réaménagement des préfectures : Théodose qui avait reçu la préfecture d’Orient se vit attribuer également les diocèses de Macédoine et de Dacie, alors que Gratien qui conservait l’Occident ne retint que la moitié occidentale de l’Illyricum. 
En 379, l’Illyricum est donc dédoublé : sa partie Ouest est rattachée à l’Occident, alors que sa partie Est constitue une préfecture autonome plus petite que celles de 357 et 376. Sirmium étant dévolu à l’Occident, la capitale passe à Thessalonique.
Il s’agissait toutefois d’une situation temporaire, et il semble que dès que le péril barbare se fût éloigné, l’Illyricum ait réintégré l’Italie-Illyricum-Afrique en 380 ou 381. Chose certaine, en 386, c’est de Milan que Valentinien II administre les mines de Mésie, de Dardanie, de Dacie méditerranéenne et de Macédoine. En août 387, Valentinien II doit se réfugier à Thessalonique avec le préfet Probus devant l’avance de l’usurpateur Maxime. L’Illyricum fait donc encore partie du territoire qu'il contrôle en Occident.

### Un territoire disputé entre Orient et Occident après la division de l'Empire
Ce n'est qu’après la mort de Théodose en 395 et la division de l’empire, que l’Illyricum prit la forme sous laquelle elle apparait dans la Notitia Dignitatum : on distinguait un « diocèse d’Illyricum » (nouveau nom du "diocèse de Pannonie") rattaché à la préfecture italienne, et une « préfecture du prétoire d’Illyricum », partie intégrante de l’empire d’Orient,.
Toutefois, afin de s’allier Arcadius (395 – 408) qui avait hérité de l’Orient, Stilichon (régent de 395 à 408) lui céda l’Illyricum. Il devait bientôt se raviser et réclamer à partir de 403 cette portion des Balkans. Longtemps après sa chute, l’Occident continuera à en revendiquer la possession,. Ce n’est qu’en 437, alors qu’elle constituera une partie de la dot de Licinia Eudoxie, que Valentinien III (r. 425 – 455) reconnut la souveraineté de l’Empire d’Orient sur la préfecture.

### Époque byzantine
Après les invasions slaves du VIIe siècle, les Byzantins perdirent le contrôle de l’arrière-pays des Balkans. Ils ne conservaient plus que la partie de la Thrace jouxtant Constantinople, Thessalonique et ses environs ainsi que certaines parties de la côte grecque. Si l’existence du préfet du prétoire (ὕπαρχος) est attestée jusque dans les premières années du IXe siècle, le dernier préfet connu est Basilidès en 529. Cette fonction sera l’une des derniers survivants du système administratif mis en place par Constantin pour l’ensemble de l’empire. La préfecture dut continuer à exister sur le papier, mais Thessalonique finit probablement par devenir, selon les mots de Paul Lemerle, « le seul endroit de l’Illyricum où continuait de s’exercer une administration byzantine régulière ». Le préfet de la préfecture d’Illyrie n’était sans doute plus que l’éparque de la ville.

## Subdivisions administratives

### Les provinces
Les provinces existant sous Constantin peuvent être classées en fonction de leur localisation géographique :
- Au sud, trois provinces que n’ont pas touché les réformes de Dioclétien : la Crète (capitale : Gortyne), l’Achaïe ou Hellade (capitale : Corinthe) et l’Épire « ancienne » (capitale : Nicopolis).
- Au centre, trois provinces résultant du démembrement par Dioclétien de l’ancienne province de Macédoine : la Macédoine (capitale : Thessalonique), la Thessalie (capitale : Larissa) et l’Épire nouvelle (capitale : Dirrachium).
- Au nord, trois provinces, fruits de la division de l’ancienne Mésie supérieure : la Dacie ripuaire (capitale : Ratiaria), la Dacie méditerranéenne (capitale : Serdica) et la Dardanie (Scupi).
- À l’ouest, la Prévalitaine (capitale : Doclea) et la Mésie I (capitale : Viminacium).

### Les diocèses

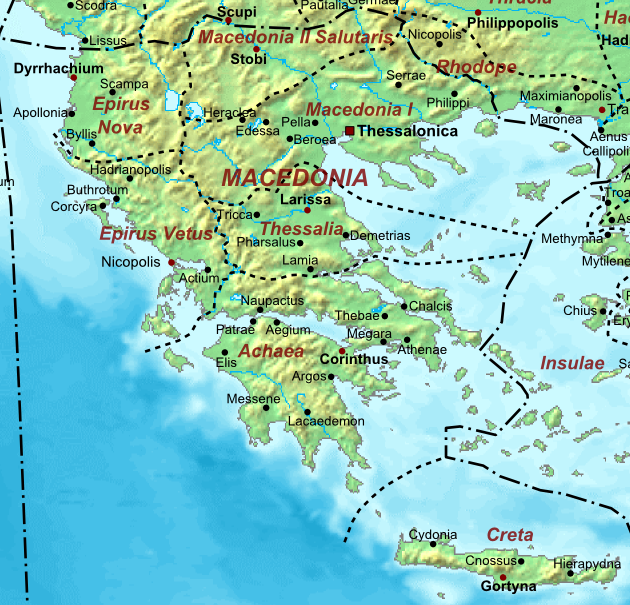
Macédoine vers 400

Sous Dioclétien, ces provinces forment un seul diocèse, celui de Mésie, plus tard partagé sous Constantin en un diocèse de Macédoine regroupant les provinces du sud et du centre et un diocèse de Dacie, regroupant celles du nord et de l’ouest.
Trois changements importants se produisent entre le milieu du IVe siècle et la fin du VIe siècle :
- Dans la seconde moitié du IVe siècle, la Macédoine est divisée en deux, la Macédoine I et la Macédoine II[36] ;
- Au cours du Ve siècle, la pointe orientale de la Pannonie II est rattachée, avec les villes de Sirmium et de Bassiana, au diocèse de Dacie[37] ;
- Vers la fin du VIe siècle, la Dalmatie est rattachée à l’Illyricum[37].

### La capitale
Il semble que la capitale ait été à l’origine Sirmium, laquelle devint l’une des capitales de l’empire avec la création de la Tétrarchie, puis fut la capitale de l’empire sous Galère ,. Selon la Novelle 11 de Justinien, elle aurait été transférée à Thessalonique à l’époque d’Attila ; on a vu toutefois que Thessalonique avait déjà joué ce rôle lors du court intervalle de 379. Toutefois en 535, le même empereur Justinien jugea la situation suffisamment rétablie pour projeter de transférer sa capitale vers le nord, dans la nouvelle ville de Justiana Prima qu’il venait de fonder en Dacie méditerranéenne, près de son lieu de naissance. Il semble cependant que ce projet soit resté lettre morte, puisque l’année suivante le préfet siégeait toujours à Thessalonique, et que dans la Novelle 131 datant de 545, ce transfert ne concernait plus que l'organisation ecclésiastique.

## Liste des préfets du prétoire connus pour l’Illyricum
- Vulcacius Rufinus (347-352)

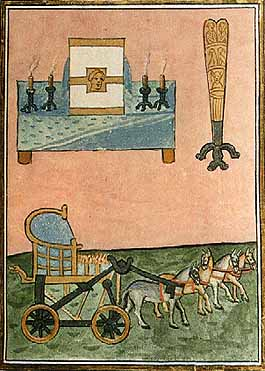
Insignes du préfet du prétoire d’Illyricum selon la Notitia Dignitatum : Les insignes du préfet du prétoire d’Illyricum, tels que dépeints dans la Notitia Dignitatum : l’encrier d’Ivoire et le porte-plume (theca), le codicille de nomination sur une table recouverte d’un drap bleu ainsi que le chariot de fonction (Kelly (2004) p. 41.

- Lollianus Mavortius (nom complet : Quintus Flavius Maesius Egnatius Lollianus signo Mavortius (355-56).
- Vindonius Anatolius (-360)
- Flavius Florentius (360)
- Sextus Claudius Petronius Probus  (vers 364)
- Quintus Clodius Hermogenianus Olybrius (378-379)
- Vettius Agorius Praetextatus (384, aussi préfet du prétoire d’Italie)
- Polemius (390 - ?)
- Flavianus  (? – 392 ?)
- Apodémius (392 ? – 394)
- Flavius Eutychianus (396-397)
- Anatolius (397-399)
- Herculius (408-410)
- Leontius (412-413)
- Flavius Junius Quartus Palladius (416-421, aussi préfet du prétoire d'Italie)
- Gessius (entre 421 et 443)
- Flavius Anthemius Isidorus (424)
- Flavius Simplicius Reginus (435)
- Eubulus (436)
- Thalassius (439)
- Apraeumius (441)
- Eulogius (c. 451)
- Valentinianus (452)
- Callicrates (468-469)
- Iohannes (472)
- Basilidès (529)